# Withernsea
Withernsea este un oraș în comitatul East Riding of Yorkshire, regiunea Yorkshire and the Humber, Anglia. 